# Ксиниада
Ксиниада (на гръцки: Ξυνιάδα), катаревуса Ксиниас (на гръцки: Ξυνιάς) е село в дем Домокос, и център на бивш дем в най-северната част на Фтиотида, Централна Гърция.
Селото носи името на пресушеното през 1936 – 1942 г. едноименно езеро Ксиниада, в което на възвишение се намирал античният град Ксиниада, носещ през средновековието славянското име Езерос.